# Nogometni kup Federacije Bosne i Hercegovine
La Coppa della Federazione di Bosnia ed Erzegovina di calcio (croato: Nogometni kup Federacije BiH, accorciato in Kup FBiH) è la seconda coppa per importanza che si tiene annualmente nella Federazione di Bosnia ed Erzegovina  (la principale è la Kup Bosne i Hercegovine, cui partecipano anche le squadre della Repubblica Serba di Bosnia ed Erzegovina).
È gestita dalla Nogometni savez Federacije Bosne i Hercegovine (NSFBIH) ed è un torneo atipico: non esiste un vincitore assoluto, serve solo a designare 12 squadre che si qualificano per la coppa nazionale.

## Coppe dei Cantoni
Ognuno dei 10 Cantoni (
Una-Sana, Posavina, Tuzla, Zenica-Doboj, Podrinje Bosniaca, Bosnia Centrale, Erzegovina-Narenta, Erzegovina Occidentale, Sarajevo, Herceg-Bosnia) organizza la propria coppa, che si tiene fra primavera ed estate, e vi partecipano le squadre dalla terza divisione (Druga liga FBiH) in giù.

## Formula

### Vecchi format
Le vincitrici e le finaliste della coppe cantonali (20 squadre in totale) venivano incrociate fra loro in 10 sfide dirette (tenute fra fine agosto/inizio settembre) le cui vincitrici si qualificavano per la coppa nazionale. Queste sfide suscitavano poco interesse e spesso venivano decise "per forfait" perché un contendente rinunciava a presentarsi.
Con la stagione 2014-15 venne introdotto un nuovo format: le vincitrici delle 10 coppe cantonali venivano divise in due gruppi "nord" e "sud" da cui venivano promosse 4 squadre (in due turni). Nel terzo turno entravano le 16 della Prva liga FBiH: le 10 vincenti della sfide dirette accedevano alla coppa nazionale.

### Format attuale
Dalla stagione 2016-17 è stato introdotto un altro format, vista anche la riduzione del numero di partecipanti in Premijer liga, e alla Kup FBiH sono stati assegnati due posti-qualificazione in più.
Ci sono due turni: nel primo 16 squadre provenienti dai cantoni (le 10 vincitrici più le 6 finaliste dei cantoni con più partecipanti) vengono incrociate fra loro in 8 sfide dirette e le vincitrici passano al turno successivo. Nel secondo turno entrano le 16 della Prva liga FBiH e le 12 vincitrici accedono alla coppa nazionale.

## 1998–2001
Fino al 2000 nell'area della Federazione di Bosnia ed Erzegovina (FBiH) venivano disputate due coppe: la Kup NS BiH (per le squadre di etnia musulmana) e la Kup Herceg-Bosne (per quelle di etnia croata). Quelle della Repubblica Srpska (etnia serba) disputavano, e disputano tuttora, la Kup Republike Srpske.
Per poter disputare le coppe europee, la condizione da parte della UEFA era quella di avere una finale in comune ed un vincitore unico. Il primo tentativo fu fatto nel 1997-98, ma le squadre di etnia serba non trovarono l'accordo con le altre. Nel 2000-01 l'accordo fu trovato e le serbe entrarono a torneo in corso.
| Stagione | Vincitore | Risultato | Finalista | Note |
| -------- | --- | --- | --- | --- |
| 1997–98  | Sarajevo | 0 – 0 1 – 0 | Orašje | Finale andata-ritorno fra le vincitrici della zona musulmana (Sarajevo) e della zona croata (Orašje)                                                                                       |
| 1998–99  | A differenza della stagione precedente in questa edizione non ci fu l'accordo tra la FSBiH e la federazione calcistica dell'Erzeg-Bosna cosicché ognuna organizzò una propria competizione | A differenza della stagione precedente in questa edizione non ci fu l'accordo tra la FSBiH e la federazione calcistica dell'Erzeg-Bosna cosicché ognuna organizzò una propria competizione | A differenza della stagione precedente in questa edizione non ci fu l'accordo tra la FSBiH e la federazione calcistica dell'Erzeg-Bosna cosicché ognuna organizzò una propria competizione | A differenza della stagione precedente in questa edizione non ci fu l'accordo tra la FSBiH e la federazione calcistica dell'Erzeg-Bosna cosicché ognuna organizzò una propria competizione |
| 1999–00  | Željezničar | mini-torneo | Sloboda Tuzla | torneo a 6 squadre: 4 dalla zona musulmana e 2 dalla zona croata |
| 2000–01  | non completato | non completato | non completato | dopo due turni la federazione della R.S. ha raggiunto l'accordo e le squadre della zona serba si aggregano alla coppa                                                                      |